# Huambalpa (distrito)
Huambalpa é um distrito do peru, departamento de Ayacucho, localizada na província de Vilcas Huamán.

## Transporte
O distrito de Huambalpa é servido pela seguinte rodovia:
- AY-103, que liga a cidade de San Salvador de Quije ao distrito de Los Morochucos
- AY-104, que liga a cidade ao distrito de Saurama [1][2][3]